# Eucalyptus triflora
Eucalyptus triflora  là một loài thực vật có hoa trong Họ Đào kim nương. Loài này được (Maiden) Blakely mô tả khoa học đầu tiên năm 1934.

## Hình ảnh

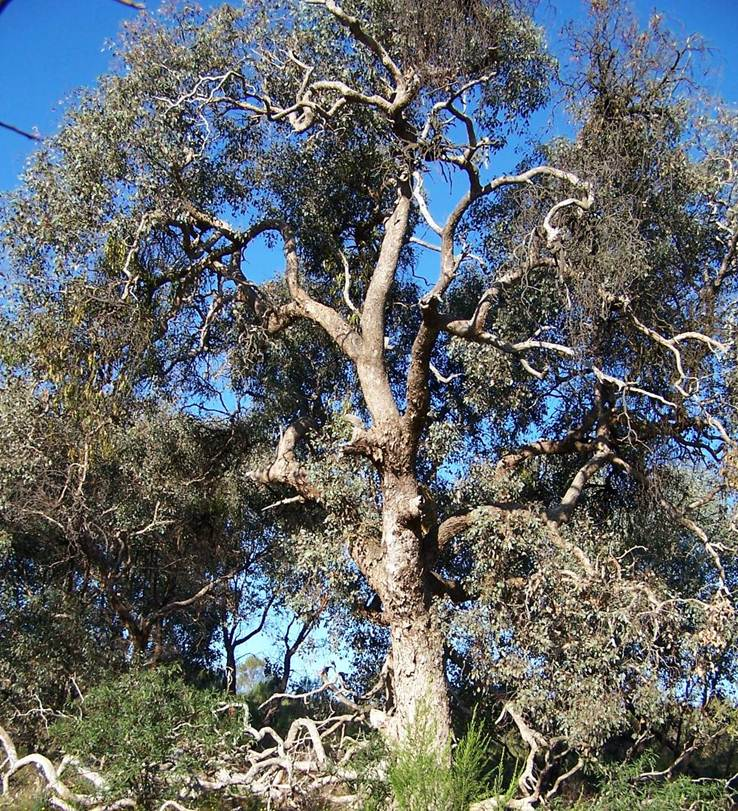
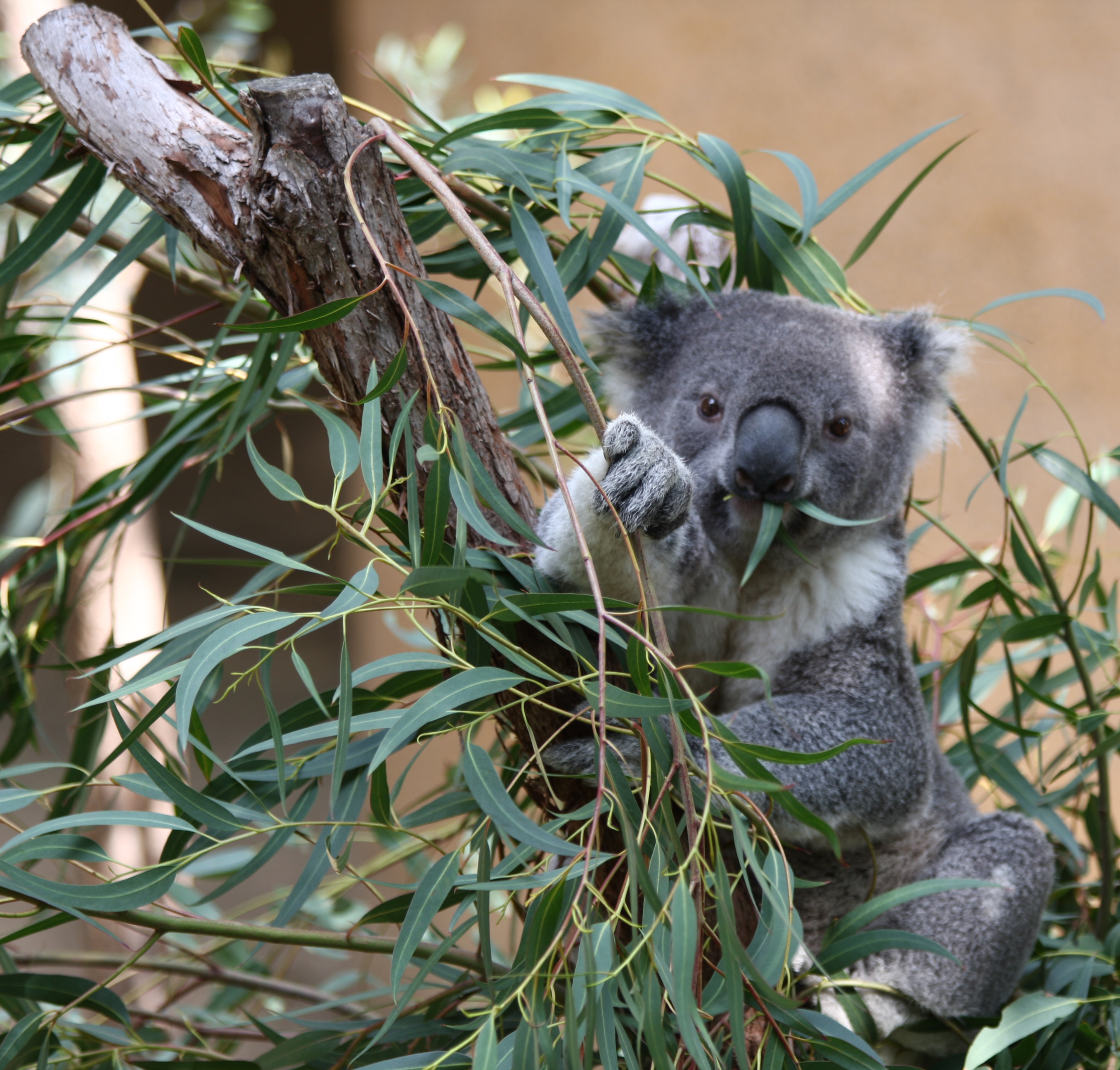
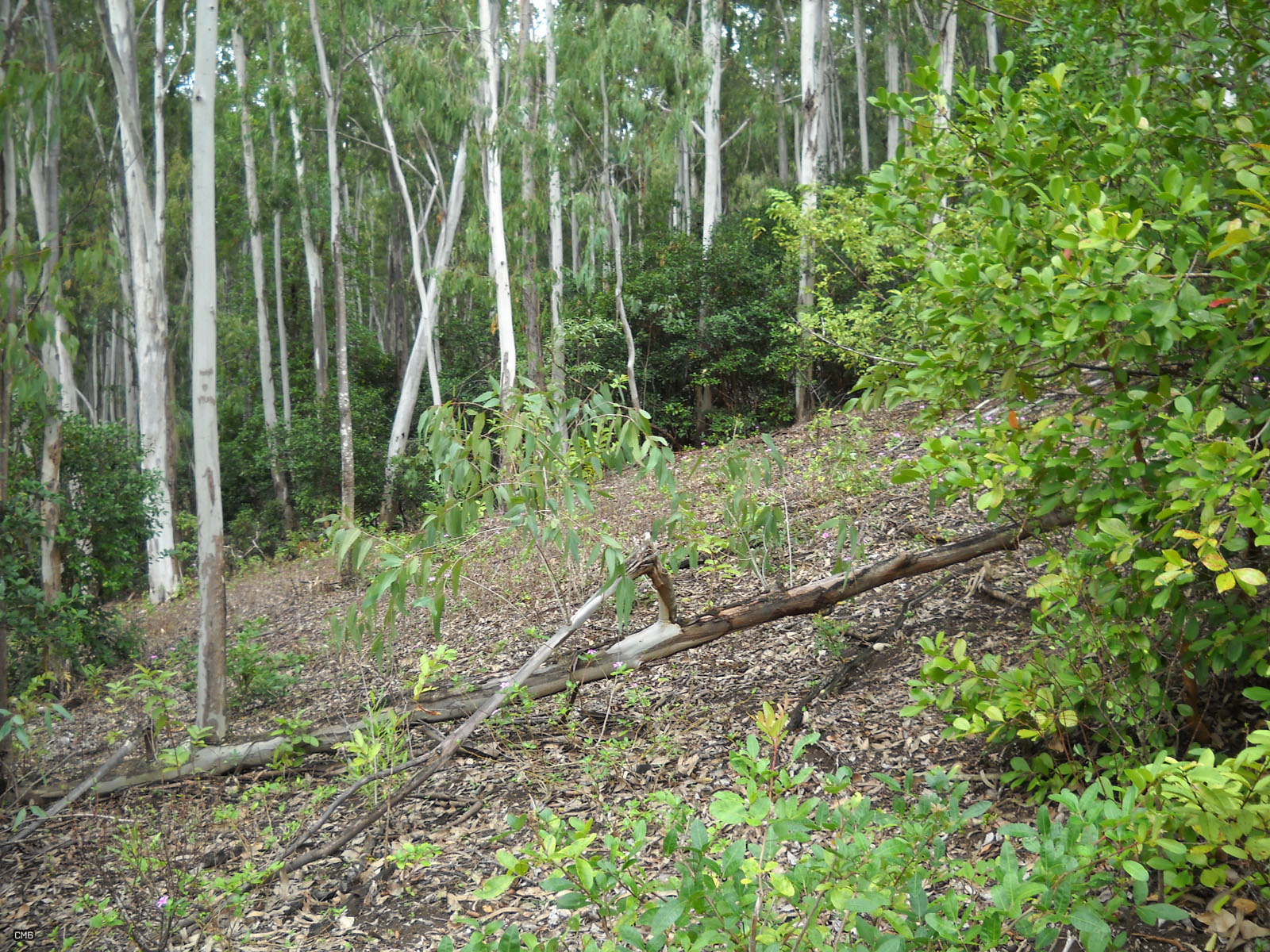
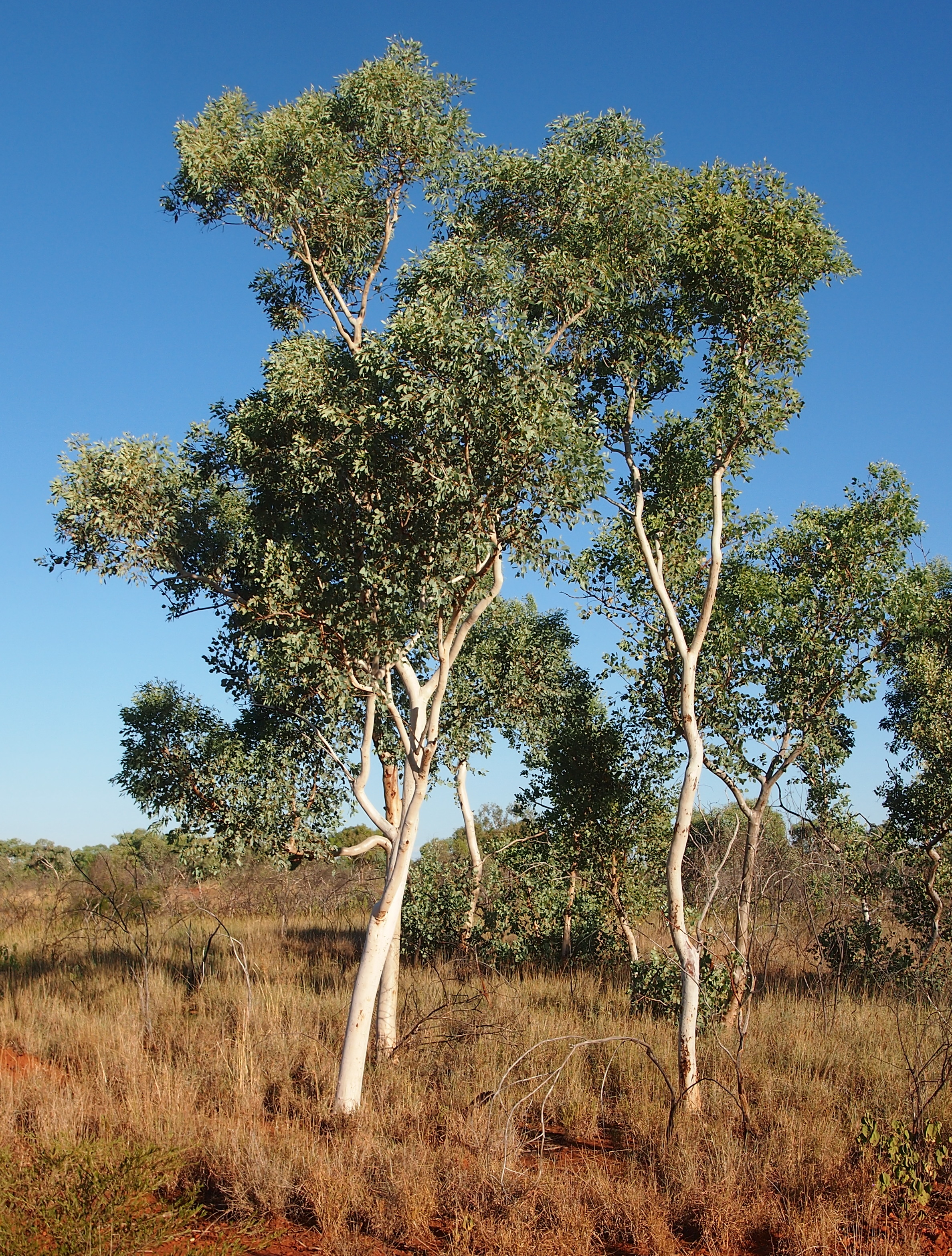